# Illicium leiophyllum
Illicium leiophyllum är en tvåhjärtbladig växtart som beskrevs av Albert Charles Smith. Illicium leiophyllum ingår i släktet Illicium och familjen Schisandraceae. Inga underarter finns listade.